# ハワイ大学システム
ハワイ大学（ハワイだいがく、University of Hawaii、略称：UH）は、アメリカ合衆国ハワイ州の州立大学である。
3つの大学キャンパス、および7つのコミュニティーカレッジなど米国のハワイ州全土の6つの島に分布する様々な研究施設を含む総合大学である。
同州オアフ島マノア地区に本部があり(ハワイ大学マノア校)、本部を合わせ3つの四年制大学、7つの二年制短期大学を抱える。1907年創立。特にアジア太平洋研究、海洋学などが有名である。
10箇所あるハワイ大学のキャンパスと教育施設は6つのハワイ諸島、カウアイ島、オアフ島、モロカイ島、ラナイ島、マウイ島、ハワイ島に所在する。

## キャンパス

### ユニバーシティー
オアフ島
- ハワイ大学マノア校
- ハワイ大学ウエストオアフ校

ハワイ島
- ハワイ大学ヒロ校

### コミュニティーカレッジ
コミュニティー・カレッジが各島に配置されている。
カウアイ島
- カウアイ・コミュニティーカレッジ（英語版）
- ハワイ大学センター・カウアイ校

オアフ島
- カピオラニ・コミュニティーカレッジ
- ホノルル・コミュニティーカレッジ（英語版）
- リーワード・コミュニティーカレッジ（英語版）
- ウインド・ワード・コミュニティーカレッジ（英語版）

マウイ島・モロカイ島・ラナイ島
- マウイ・コミュニティーカレッジ
- ハワイ大学センター・マウイ校
- アウトリーチセンター（遠距離教育センター）

ハワイ島
- ハワイ・コミュニティーカレッジ（ヒロ）
- ハワイ・コミュニティーカレッジ（カイルア・コナ）

## 専門大学院
- ジョン・エー・バーンズ医学専門大学院
- ウィリアム・リチャードソン法科専門大学院（英語版）

## 付属研究機関
- マウナケア天文台群、イミロア天文学センター
- ワイキキ水族館
- スパーク・マツナガ平和研究所

## 主な教員
- 吉原真里（アメリカ文化研究学部、教授）
- ヴァルド・ヴィリエルモ（1965年－2002年）

## 主な出身者
- アン・ダナム
- イーゲン井上
- エンセン井上
- カール・ベッカー
- クニオ・ナカムラ
- グレン・ブラッグス
- ゴードン・クーパー
- コルテン・ウォン
- ジャイヤ・サエルア
- ジョン・ワイヘエ
- ダニエル・イノウエ
- バッキー白片
- バラク・オバマ・シニア
- フランシス・マツタロウ
- ベット・ミドラー（中退）
- 泉清人
- 伊藤舞
- 國弘正雄
- 櫻井よしこ
- 嶋村聖子
- 中上紀
- 原田泰
- 樋口隆則
- 森口次郎
- 寺田静（中退）
- 山﨑真彰